# Atletismo nos Jogos Olímpicos de Verão da Juventude de 2010 - Salto triplo masculino
As provas do salto triplo masculino do atletismo nos Jogos Olímpicos de Verão da Juventude de 2010 foram realizadas nos dias 19 (qualificatória) e 23 de agosto (finais), no Estádio Bishan, em Cingapura. 14 atletas estavam inscritos neste evento.

## Medalhistas
| Ouro   | CUB Radame Fabar Sánchez |
| Prata  | CHN Fu Haitao            |
| Bronze | BUL Georgi Tsonov        |

## Qualificatória
| Pos. | Nome                   | País               | Salto 1 | Salto 2 | Salto 3 | Salto 4 | Total | Notas     | Final |
| ---- | ---------------------- | ------------------ | ------- | ------- | ------- | ------- | ----- | --------- | ----- |
| 1    | Radame Fabar Sánchez   | CUB Cuba           | 15.99   | 15.60   | –       | –       | 15.99 |           | A     |
| 2    | Yevgen Strokan         | UKR Ucrânia        | 15.92   | x       | –       | –       | 15.92 |           | A     |
| 3    | Paulo Sérgio Oliveira  | BRA Brasil         | x       | 14.69   | 15.44   | 15.24   | 15.44 |           | A     |
| 4    | Fu Haitao              | CHN China          | 15.42   | 15.02   | 15.43   | 15.10   | 15.43 |           | A     |
| 5    | Georgi Tsonov          | BUL Bulgária       | x       | 15.38   | 15.22   | x       | 15.38 |           | A     |
| 6    | Ruslan Kurbanov        | UZB Uzbequistão    | x       | 15.11   | 14.80   | 15.32   | 15.32 |           | A     |
| 7    | Marty Loic Darren Paul | MRI Maurício       | 14.58   | 15.06   | x       | x       | 15.06 |           | A     |
| 8    | Atsu Nyamadi           | GHA Gana           | 14.75   | x       | 14.93   | x       | 14.93 |           | A     |
| 9    | Nikolaos Tsiokos       | GRE Grécia         | x       | x       | 14.80   | 14.11   | 14.80 |           | B     |
| 10   | Lathone Minns          | BAH Bahamas        | 14.66   | x       | –       | 14.50   | 14.66 |           | B     |
| 11   | Yauhen Rabtsevich      | BLR Bielorrússia   | 14.42   | 14.12   | 14.28   | 14.50   | 14.50 |           | B     |
| 12   | Musa Tuzen             | TUR Turquia        | 14.18   | 13.94   | 14.42   | 14.16   | 14.42 |           | B     |
| 13   | Hussain Alkhalaf       | KSA Arábia Saudita | 14.12   | x       | x       | x       | 14.12 |           | B     |
|      | Adrian Józefowicz      | POL Polônia        | x       | x       | x       | –       |       | Sem marca | B     |

## Finais

### Final B
| Pos. | Nome              | País               | Salto 1 | Salto 2 | Salto 3 | Salto 4 | Total | Notas      |
| ---- | ----------------- | ------------------ | ------- | ------- | ------- | ------- | ----- | ---------- |
| 1    | Lathone Minns     | BAH Bahamas        | 14.53   | 14.86   | 14.75   | 14.41   | 14.86 |            |
| 2    | Nikolaos Tsiokos  | GRE Grécia         | 14.71   | x       | 14.80   | x       | 14.80 |            |
| 3    | Hussain Alkhalaf  | KSA Arábia Saudita | 14.79   | x       | x       | 14.79   | 14.79 |            |
| 4    | Musa Tuzen        | TUR Turquia        | 14.30   | 14.17   | 13.71   | 13.91   | 14.30 |            |
| 5    | Yauhen Rabtsevich | BLR Bielorrússia   | x       | x       | 13.99   | 14.06   | 14.06 |            |
|      | Adrian Józefowicz | POL Polônia        |         |         |         |         |       | Não largou |

### Final A
| Pos.              | Nome                   | País            | Salto 1 | Salto 2 | Salto 3 | Salto 4 | Total | Notas |
| ----------------- | ---------------------- | --------------- | ------- | ------- | ------- | ------- | ----- | ----- |
| Medalha de ouro   | Radame Fabar Sánchez   | CUB Cuba        | 15.62   | 15.91   | x       | 16.37   | 16.37 |       |
| Medalha de prata  | Fu Haitao              | CHN China       | 15.96   | 16.14   | 15.91   | x       | 16.14 |       |
| Medalha de bronze | Georgi Tsonov          | BUL Bulgária    | 15.48   | 15.80   | 15.52   | x       | 15.80 |       |
| 4                 | Yevgen Strokan         | UKR Ucrânia     | 15.38   | 15.47   | 15.71   | 14.40   | 15.71 |       |
| 5                 | Paulo Sérgio Oliveira  | BRA Brasil      | 15.17   | x       | 15.63   | 15.30   | 15.63 |       |
| 6                 | Ruslan Kurbanov        | UZB Uzbequistão | 15.21   | 15.47   | 15.13   | 15.48   | 15.48 |       |
| 7                 | Marty Loic Darren Paul | MRI Maurício    | 14.89   | 14.75   | x       | 14.77   | 14.89 |       |
| 8                 | Atsu Nyamadi           | GHA Gana        | 14.49   | 14.51   | 14.51   | 13.24   | 14.51 |       |